# Olteni (okręg Konstanca)
Olteni – wieś w Rumunii, w okręgu Konstanca, w gminie Independența. W 2011 roku liczyła 416 mieszkańców.